# Хуруєшть
Хуруєшть, Хуруєшті (рум. Huruiești) — село у повіті Бакеу в Румунії. Входить до складу комуни Хуруєшть.
Село розташоване на відстані 220 км на північний схід від Бухареста, 43 км на південний схід від Бакеу, 103 км на південь від Ясс, 110 км на північний захід від Галаца, 142 км на північний схід від Брашова.

## Населення
За даними перепису населення 2002 року у селі проживали 806 осіб, усі — румуни. Усі жителі села рідною мовою назвали румунську.